# Wall (Staffordshire)
Wall is een civil parish in de West Midlands in Engeland.
Er lag op de plaats van Wall in de tijd van het Romeinse Rijk een nederzetting: Letocetum.